# O Mandarim (filme)
O Mandarim (em inglês: The Mandarin) é um filme musical de produção brasileira de 1995, com direção de Júlio Bressane.

## Elenco[1]
- Fernando Eiras - Mário Reis
- Giulia Gam
- Gal Costa - Carmen Miranda
- Gilberto Gil - Sinhô
- Raphael Rabello - Heitor Villa-Lobos
- Rubens Santos
- Chico Buarque - Noel Rosa
- Edu Lobo - Tom Jobim
- Caetano Veloso - Ele mesmo
- Renata Sorrah
- Daniela Arantes
- Catarina Abdala
- Drica Moraes
- Costinha
- Paschoal Villaboin
- João Rebello